# Euploea eurykleia
Euploea eurykleia är en fjärilsart som beskrevs av Hans Fruhstorfer 1910. Euploea eurykleia ingår i släktet Euploea och familjen praktfjärilar. Inga underarter finns listade i Catalogue of Life.